# Hoplomorpha
Hoplomorpha é um gênero de traça pertencente à família Agonoxenidae.